# Jag är som jag är...
Jag är som jag är... är ett musikalbum från 1978 av den svenska sångerskan Monica Törnell. Det återutgavs på cd 2012.

Med sitt femte album återgick Törnell till visgenren och till svenska språket. Inspelningen skedde på Decibel och Metronome Studios i Stockholm, oktober-december 1977 och mixades på Metronome Studio. Producent var Björn J:son Lindh (förutom Och ängeln föddes som producerades av Monica Törnell). Inspelningstekniker var Anders Oredson. Skivnumret är Philips 6316 108.
Musikerna på plattan kom till stor del från bandet Östan Sol, Västan Måne. Låten Ebon Lundin, som var ledmotiv i Per Oscarssons långfilm med samma namn (1973), och Jag är som jag är finns även i liveinspelning från 12 juli 1978 på samlingsalbumet VisFestivalen Västervik 1978 (Polydor 2379 167).

## Låtlista

### Sida 1
1. En kungens man (Björn Afzelius)
2. Kavaljersvisa från Värmland (trad.arr.: Monica Törnell)
3. Jag är som jag är (text: Arne Häggqvist, musik: Bo Norgren)
4. Ebon Lundin (text: Per Oscarsson, musik: Arne Olsson)
5. Månen (Text: Bo Carlgren, musik: Kit Sundqvist)
6. Svensk sås (musik: Bosse Norgren)

### Sida 2
1. Vad visste vi (musik: Tom Paxton, text: Olle Adolphson)
2. Lotus och Casanova (Monica Törnell)
3. Moder Svea (text: Åke Edin, musik: Anders Ekdahl)
4. Och ängeln föddes (musik: Bo Norgren - Per Johansson)
5. Nu ser vi vårt land (trad.arr.: Monica Törnell - Björn J:son Lindh, text: Olle Adolphson)

## Medverkande musiker

### New Band
- Lars Ekholm, gitarr
- Bosse Norgren, klaviaturer
- Per V. Johansson, bas
- Jörgen Johansson, trummor

### Övriga musiker
- Björn Afzelius, gitarr
- Jan Bandel, vibrafon och tablas
- Peter Caudwell, sax
- Björn J:son Lindh, flöjter
- Okay Termiz, percussion
- ...och Tobias